# لايتون
لايتون (بالإنجليزية: Layton)‏ هي مدينة أمريكية تقع في ولاية فلوريدا. تبلغ مساحة هذه المدينة 0.7 (كم²)،ويبلغ عدد سكانها 186 نسمة حسب إحصاء سنة 2010 م 186.تشير إحصاءات سنة 2000م بأن الكثافة السكانية في هذه المدينة تقدر بـ(265.7) نسمة/كم2 